# Raoul Delhom
Raoul Delhom (né en 1932) est un joueur de dames français. Surnommé  « le bricoleur toulousain », il est licencié au Club damier toulousain et trois fois champion de France de dames.
Il est le seul à avoir remporté le  Championnat de France de dames à 22 ans d'écart (Abel Verse étant crédité de 21 années, auparavant, et Fidèle Nimbi de 19 ans).
Il a également participé au championnat de France de jeu d'échecs vétérans dans les années 2000.

## Palmarès
- Recordman des participations au championnat de France;
- Sélectionné en équipe de France de 1958 à 1982;
- Champion de France en 1958 (à Lyon);
- Champion de France en 1975 (à Gaillac);
- Champion de France en 1980 (à Draguignan);
- Participation à trois championnats du monde, en 1968 (11e), 1972 (12e) et 1976 (14e);
- Participation à deux championnats d'Europe, en 1965 (10e) et 1977 (6e).

## Publication
- Jeu de dames : aide-mémoire du joueur classique, éd. Club Damier Toulousain, 1981 (avec Patrick Fosse).